# امیرشاپور زندنیا
امیرشاپور زندنیا (۱۳۰۶–۱۳۷۶) سیاستمدار ایرانی بود. وی یکی از اعضای اصلی حزب سومکا بود. وی همچنین در کنار داوود منشی‌زاده از پیشگامان نازیسم در ایران بود.

## زندگی و فعالیت‌های سیاسی
امیرشاپور زندنیا در سالِ ۱۳۰۶ متولّد شد. وی فرزدند جلال زندنیا بود. امیرشاپور زندنیا دوره دانشجویی خود را دانشکدهٔ حقوق تهران گذراند. در همان هنگام پدر وی در میانسالی در یک سانحهٔ دریائی درگذشت. پس از آن امیرشاپور مجبور شد که مخارج خانواده‌اش را بدهد؛ و به‌همین دلیل به استخدام در اداره کل خبرگزاری پارس و رادیو درآمد. امیرشاپور زندنیا در سال ۱۳۳۰ از دانشکدهٔ حقوق فارغ‌التحصیل شد. هنگامی که در دانشکدهٔ حقوق اشتغال به تحصیل داشت، به مسائل سیاسی علاقه پیدا کرد و به‌همراه محسن پزشکپور، داریوش فروهر و داریوش همایون، یک گروه سیاسی تشکیل دادند. زندنیا به حزب سومکا پیوست که رهبری آن با داوود منشی‌زاده بود. امیر شاپور زندنیا در سال ۱۳۳۰ لیسانس در حقوق قضائی گرفت و پس از چند سال که دوره دکترای حقوق و علوم سیاسی در تهران دریافت کرد. وی علاوه بر حقوق و علوم سیاسی، در زمینهٔ عرفان نیز درس خوانده و صاحب‌نظر  بود. زندنیا چندی در کنسرسیوم نفت اشتغال داشت و زمانی نیز از روسای سازمان اوپک به نمایندگی از طرف دولت ایران بود. وی در سال ۱۳۴۱ که نمایندهٔ اوپک در خارج از کشور بود، با تیمور بختیار طرح دوستی ریخت. در آن هنگام تیمور بختیار برای سرنگونی سلطنت محمدرضا پهلوی در تلاش و فعالیت بود. زندنیا هم در کنار او فعالیت می‌کرد. در سال ۱۳۴۷ برنامهٔ بختیار حالت جدی‌تری پیدا کرد و درصدد برآمد با کمک دولت بعثی عراق و شخص صدام حسین برنامهٔ بزرگی برای ساقط کردن سلطنت پهلوی فراهم کزدند؛ بنابراین بختیار و زندنیا تصمیم گرفتند از طریق لبنان عازم عراق شوند و پایگاه خود را در بغداد تشکیل داده به ایران حمله نمایند. ابتدا شاپور زندنیا با چند قطعه اسلحه وارد لبنان شد و بلافاصله به جرم داشتن اسلحهٔ غیرمجاز توقیف و به زندان افتاد. روز بعد تیمور بختیار وارد لبنان شد و صریحاً اقرار نمود که اسلحه‌های حمله شده توسط زندنیا متعلق به او می‌باشد و در نتیجه شاپور زندنیا از زندان آزاد شد و بختیار به زندان رفت. دکتر شاپور زندنیا بازوی راست سپهبد تیمور بختیار بود و در تمام کارها و برنامه‌های طرح شده همکار داشت. در سال ۱۳۴۷ دولت ایران در نظر گرفت به هر ترتیبی که ممکن است شاپور زندنیا را از بختیار جدا کند و او را به ایران بازگردانند. برای بازگردانیدن زندنیا از طرف دولت ایران، رضا فلاح، قائم‌مقام شرکت نفت به‌همراه همسرش مهین حیات‌غیبی که از منسویان نزدیک زندنیا بود به بیروت عزیمت کردند و پس از مذاکرات لازم و تأمین مطمئن، او را روانهٔ تهران ساختند. قریب شش ماه در زندان اوین بازداشت بود و در آن مدت اطلاعات لازم را در اختیار مأمورین گذاشت و پس از آن مدت از زندان آزاد شد و مورد عفو قرار گرفت. وی بعد از آن به دوباره به فعالیت گذشته خود پرداخت. زندنیا همچنین یکی از نویسندگان کلیدی روزنامهٔ ارگان حزب رستاخیز بود. زندنیا پس از انقلاب ۱۳۵۷، چندی روزنامهٔ رویداد را انتشار داد و قریب یک سال این روزنامه انتشار می‌یافت. امیرشاپور زندنیا در سال ۱۳۷۷ در تهران به‌علت بیماری قلبی درگذشت.
محمد باهری وی را یکی از افراد باسواد که از نظر اطلاعات سیاسی قابل قیاس با خیلی ها در ایران نبود، معرفی می کند.

## کتاب‌ها و مقالات
امیرشاپور زندنیا مقالاتی چون روان‌شناسی اجتماعی ملت ایران، انقلاب هند، انقلاب مصر، انقلاب کوبا، مبانی علم سیاست، مبانی مدیریت، مبانی جامعه‌شناسی، اصول مدیریت بازرگانی، مدیریت نیروی انسانی نوشتاایت. وی علاوه بر کتب ذکر شده، به زبان انگلیسی نیز تالیفاتی در زمینهٔ نفت دارد.
همچنین کاوه بیات کتاب خاطرات او و تاریخچه ناسیونال سوسیالیسم در ایران را در کتابی به‌نام ایران فرزند، خاطرات امیرشاپور زندنیا گردآوری کرده‌است.